# だって愛してる
『だって愛してる』（だってあいしてる）は、むんこによる日本の4コマ漫画作品。『まんがタイム』（芳文社）にて、2004年12月号から2010年12月号まで連載。

## 概要
他の連載作品では子供が主人公となる物語の多いむんこが描く、売れない小説家雄二とパートで家計を支える勤労妻街子の夫婦を中心としたハートフルコメディ。舞台は、『らいか・デイズ』などと同じく花丸町。一回の掲載分に含まれる作品がストーリー上のつながりを持ち、連載全体としても一つのストーリーが進行していくストーリー4コマの手法が用いられている。
『まんがタイム』2007年9月号から2008年10月号まで、作者自身の懐妊・出産のため休載していた。
なお、同誌2011年9月号より2012年9月号まで、雄二と街子の長女・木の葉を主人公としたスピンオフ作品『だってあいちてる』が連載された。これに先立って同年4月号から6月号にかけて『ナイショのおままごと』、8月号に『おっさんデイズ』などのスピンオフ読切が発表されている。商業作品としての掲載が終了後、2019年2月に同人誌扱いのスピンオフ作品『なぜこの仕事を選びましたか？』が発表された。これらの作品についても本項で扱う。

## 物語
恵まれない家庭に育った遅筆で売れない純文学作家寺田雄二は、高校時代の同級生である箱入り娘育ちの妻街子と共に花丸町に暮らしている。商店街の八百屋のパートで家計を支える街子は美人で気っ風のいい働き者。商店街のアイドル的存在だ。一方の雄二はというと、しょっちゅう仕事に行き詰まり、昼はパチンコに興じ夜はツケで飲み歩く始末。街子の稼ぎもかなりの部分が飲み屋のツケの支払いに消えるという具合。
そんなこんなで傍から見ればただの駄目男と言われかねない雄二だが、厄介物として疎まれているかというとそうでもなく人情深い花丸町の面々からはむしろ放っておけない存在として親しまれている。特に子供達からの受けは良く、仕事をサボって土手で寝そべっていたりすると遊びに誘われることもあり、一緒にサッカーをやったり仕事で忙しい父親の代わりに運動会に借り出されたりする。
街子もただ手をこまねいて見ているばかりではない。八百屋の配達で鍛えた腕っ節で、殴るは蹴るは踏ん付けるはの大立ち回りの末、雄二を屋台から引きずって帰るなんてことも日常茶飯事なのである。
こんな2人が何故一緒になったのか、何故一緒に暮らし続けるのか、周りが疑問に思うのも無理は無い話ではある。しかし、その答えは単純。だって愛してる。
雄二の担当で、街子に密かに好意を寄せる、独身編集者曽根も含め、周りの皆から支えられながら、雄二はついに初の単行本を上梓するところまでこぎつける。

## 主な登場人物
寺田 街子（てらだ まちこ）
本作の主人公。旧姓は杉浦。八百八でパートとして働いている。売れない作家の雄二を支えている労働妻。肉体労働のため力が付いており、雄二へのツッコミも段々と容赦が無くなっている。ただし、『あいちてる』では雄二共々出番が減っており、暴力的なツッコミは披露されていない。
高校時代は学級委員長を務め、問題児と見なされていた同級生の雄二に惹かれ、「彼女になってあげる」と一方的に告白して付き合い出す。水泳でインターハイに出場したほどの実力者でその実力は現在も衰えていない。単行本2巻の終盤で妊娠が発覚。お腹の子が女の子であることを雄二には内緒にしていた。臨月を迎えたその矢先に胎盤早期剥離を起こし緊急入院。意識不明となる中で無事女の子を出産し、自らも意識を取り戻すことが出来た。退院後（『らいか・デイズ』12巻および『愛してる』最終回）は髪を短くしており、以降の出演でもそのままになっている。『ずっと愛してる』でも、雄二との夫婦仲は変わらず良好な様子。
『らいか・デイズ』の来華と共演した際、その溌剌とした動作で来華の憧れの的となる。他作品へのゲスト出演では、『愛してる』完結後の発表分でも髪を短くする前の姿で登場する場合が多いが、木の葉出産後の場合は髪を短くしている。雄二との関係は、他作品も含めて理想の夫婦像の一つとして見られており、『春と秋について』の秋人、『花丸町の花むすび』の花子などは、2人の関係を羨ましがっている。
寺田 雄二（てらだ ゆうじ）
街子の夫で、もう一人の主人公。筆が遅いために売れない作家。仕事に行き詰るとすぐパチンコや酒に逃げる。運動神経は悪くカナヅチ。
幼い頃に両親が離婚、酒乱の父と高校まで2人暮らしだったため、家族に対しては複雑な心境を持っている。高校時代はバイトをしながら学校に通っており、多忙な日々にもかかわらず小説の執筆を続け新人賞に応募しようとしていた。その頃からタバコを吸うなど喫煙癖があった模様で、それが原因で教師から体罰を受けている。後に同窓会に出席し、かつての担任と会話し和解している。複雑な家庭環境で育った故に「家族」に憧れを持つ。幼少期にお絵かき帳に家族が幸せに過ごす話を書いていた事が作家となるきっかけになった。父親とは亡くなるまで分かり合えず、バイト先に泊まり込んでいた際にそのまま死に別れている。街子が妊娠した事を墓前の前で報告した際に「アンタのようにはならない」と心の中で告げている。後に近所のガキを遊園地に連れて行った際に幼い頃に父親と遊園地に行った記憶を思い出しており、涙を流している。
『愛してる』本編中に出版された本は『彼岸の思い出』の一冊のみ。曽根曰く、売り上げは「ぼちぼちです」。作品が出た後に、幼い頃に離婚して出ていった母親が「会いたい」と連絡を寄越してきたため、数年ぶりに再会。しかしほとんど会話せずに別れている。『愛してる』完結以降、他作品へのゲスト出演時に、『彼岸の思い出』以外にも単行本が出版されていることが判明。
頭は良い方であり『らいか・デイズ』の竹田と共演した際教師ですら投げ出した難問を泥酔状態ながらもあっさりと解き、分かり易い解説まで付け加え竹田を呆然とさせた。
『まんがホーム』10月号掲載の同作品にて、竹田達の社会科研修の対象としてもゲスト出演している。なお『愛してる』完結以降の出番は少なくなったが、『まりあ17』で木の葉と一緒に時折ゲスト出演している。木の葉が中学～高校生に成長した時期でも、健康体は保てている模様。
名前の由来は、作者の初恋の人物から。
寺田 木の葉（てらだ このは）
寺田夫妻の長女。3歳。初出は『愛してる』の最終回で、以降のスピンオフ作及び『あいちてる』でも引き続き登場。目と眉毛と髪色が父似だが、性格は似ておらず母親似でありしっかり者かつ働き者。八百八で母のパートのお手伝いもしており、友達から遊びに誘われた際には葛藤している場面もある。大好物はもやしの炒め物。苦手なものは、タマネギとプチトマト。誕生日は春だが、「木の葉」という秋っぽい名前になった理由は後述「ねこのぬいぐるみ」を参照の事。
霊感があるのか琴美の幽霊を見る事が出来、彼女とはよくおしゃべりしたり遊んだりしている。ただし「幽霊」とは思っていない模様。赤ん坊の頃に八百屋にお使いに来た来華と出会っており、その頃から抜けだしたりと普通の赤ん坊を超えた動きを見せている。
『だってあいちてる』では義人とのダブル主人公。琴美の死を引きずり続けていた義人の心に変化をもたらしていく。最終回で小学生に、単行本表3には高学年と思われるくらいに大きくなった彼女が登場。ラブレターをもらっていた。後者の時期に、高校卒業頃の来華や竹田と会っている。『なぜこの仕事を選びましたか？』では、中学～高校生あたりに成長した姿で終盤に登場。この時期でも義人との交流は続いている。
八百八（やおはち）のおじさん&おばさん
街子を支えてあげている夫妻。娘には手をやや焼いている様子もあるが、暖かく見守っている。
おばさんは、『あいちてる』よりも未来にあたる『ゆあまいん』でもゲスト出演している。
菜々子（ななこ）
八百八の娘。派手好き。しばらく家から離れていたが八百八で働くことを決める。実家が資産家の彼氏がいるが、その派手な外見から彼の母には「我が家にはふさわしくない」と反対されている。しかし後に母親に許されて結婚し最終回では妊娠し臨月を迎えた状態で登場している。単行本3巻終盤のおまけ及び『あいちてる』では、赤ちゃんも登場している。『まい・ほーむ』『らいか・デイズ』にも登場。
曽根 拓実（そね たくみ）
「紅花出版」に勤務する、雄二と畑中の担当編集者。大学時代は、文学部を専攻していた。魅力的な街子に憧れていた。その後、須美（すみ）という女性とお見合いし、交際を経て婚約までこぎつけ後に結婚。『あいちてる』本編で須美の妊娠が発覚、同単行本終盤のおまけでは少し大きくなった息子が登場している。『なぜこの仕事を選びましたか？』では主役を務め、2015年1月に作者ブログ上で触れられていた『あいちてる』から数年後の様子も初めて作品として描かれた。
魚屋&本屋
八百八の夫婦と同じく街子を気にしている。
近所のガキ
雄二と遊んであげている2人の子供。2人とも花丸小学校に通っていて、『らいか・デイズ』『だから美代子です』にも時々現れる。
杉浦 多美子（すぎうら たみこ）
街子の母。離れた町で夫（街子の父）と共に暮らしている。甲斐性無しの雄二のことを快く思っておらず、厳しい言葉を投げつけているが、影で応援するような所もあり、雄二の『彼岸の思い出』を大量購入している。
藤井（ふじい）編集長
曽根の上司。畑中義人の若い頃の担当編集者で、現在でもその友情は変わらない。畑中を「畑やん」と呼ぶ。既婚者。畑中作品には若い頃の彼をモデルにした主人公の小説もある。琴美の元上司でもあり、畑中と結婚すると聞いて複雑な心境になっていた。琴美が亡くなる前に再会し「あの人を頼みます」という頼みをされており、意気消沈していた畑中が琴美の後を追うことのないよう奮起させる意図であえて冷酷に原稿の締切を守るよう言いつけている。
また雄二がスランプになった際には自ら率先して畑中・曽根とともにオカマバーに行くなど作家の扱いには熟練している。『なぜこの仕事を選びましたか？』の未来編でも、編集長として健在。
屋台のおじさん
常連客の雄二のスランプの愚痴に付き合ってやっている。ツケは街子からきっちり貰う。
似顔絵屋
花丸町の道端で似顔絵を描くおじいさん。『まんがホーム』の目次4コマの主人公。
畑中 義人（はたなか よしと）
雄二の憧れ「だった」人気作家。年齢は、『ファニーランドの鬼ババア』での設定も踏まえると58歳。雄二にちょっかいを出しているが、雄二の才能を見込んでいる。雄二に対しては、付き合いを続けるうちに先輩、時に父親的な顔も見せるようになった。大の甘党。キャバクラ通いが好きで女癖が悪いがあえて一線は越えないようにしている。妻（琴美）がいたが、20年前（38歳のとき）に死別、それ以来独身。かつてはマスコミに露出していたことが多かったが、琴美の闘病記の執筆依頼を受けたことに激怒し、以後露出することは無くなった。一緒に住んでいた部屋に今も住み続けている。
共働きの寺田夫妻に代わって木の葉を預かって世話することが多く自身の孫のように溺愛しており、お菓子を上げたり仕事のアシスタントを頼んでいる。木の葉からは「じーちゃん」と呼ばれて慕われている。
『だってあいちてる』では木の葉と共に実質的な主人公。なお、単行本帯には作者のむんこが【おっさん救済物語です。】と書きこんでいる。『なぜこの仕事を選びましたか？』の未来編でも健在で、作家の仕事も継続している。
『ファニーランドの鬼ババア』のサエさん（ババア）とは顔見知りで、義人は「鏡を見ているみたいだ」と評している（実際、髪型も似ている）。サエさんからは、ロマンチストと思われている。
畑中 琴美（はたなか ことみ）
故人。旧姓・真城。畑中義人の妻で、藤井の後輩の元編集者。義人とは13歳差。20年前に病死。享年25。雄二と街子は若い頃の畑中夫妻とそっくりらしい。性格はおっちょこちょいで洗濯物をすればポケットのティッシュを取り忘れ、おかゆを作れば塩を入れ過ぎるなど。酔うとすぐ歌う癖があったらしく、ついたあだ名が【紅花出版のジャイ●ン】。死後20年以上経過した今でも子供っぽい所は抜けておらず、木の葉を困惑させたことも。
現在は幽霊として畑中家の仏壇に住んでおり、彼女の姿が見える木の葉に取っては大事な遊び相手でもある。幽霊ということでポルターガイストや憑依、他人の夢への介入が可能。その能力で、自身の死後抜け殻状態になっていた義人を助けたこともあるが、木の葉と出会うまでは義人への必要以上の干渉は避けていた。『だってあいちてる』終盤で成仏したと思われたが実際はしていなかった。なお、姿こそ見えないが義人自身も彼女がすぐそばにいることを理解している。
ねこのぬいぐるみ
雄二が街子の誕生日に買った、雄二と目がそっくりなネコのぬいぐるみ。名前はまだ無い。さりげなく1巻の表紙にも登場。街子の出産の際、生死を彷徨う中で彼女の脳裏に現れ、意識を取り戻すお手伝いをすることとなったがその時は頭の上に「木の葉」を載せた状態で登場し、後に街子が娘を「木の葉」と命名するきっかけにもなった。最終回では娘・木の葉が大切に遊んでいる。
『だってあいちてる』単行本のおまけでは木の葉に頼まれた琴美が人形の中に憑依して踊ってみせたと思われていたが、実際はぬいぐるみ自身に意志があるようで、そのことを琴美に内緒にするように頼んでいる。
絹代（きぬよ）
『だってあいちてる』から登場のキャバ嬢で、義人とは顔馴染み。義人が贔屓している理由は、琴美曰く「お年寄りに優しいから」らしい。

## 番外編
- 雄二の居た場所（まんがタイムコレクション2006年7月号に掲載、単行本2巻に収録）
- 曽根っち それから（まんがタイムコレクション2006年11月号に掲載、単行本2巻に収録）
- 君の為に出来ること（まんがタイムコレクション2007年4月号に掲載、単行本3巻に収録） - 畑中義人と編集長が主役の話
- 私の知ってるあの人は（まんがタイムコレクション2009年12月号に掲載、単行本3巻に収録）
- ナイショのおままごと（『まんがタイム』2011年4月号〜6月号に掲載） - 木の葉と琴美を中心にした話、4コマ形式
- おっさんデイズ（『まんがタイム』2011年8月号に掲載） - 畑中を中心にした話、4コマ形式

※『ナイショのおままごと』と『おっさんデイズ』は、『だってあいちてる』単行本に収録。
ただし、単行本収録の際にタイトルは『だってあいちてる』に変更されている。

## 同人誌扱いでのスピンオフ作品
2019年2月1日に、作者ブログ「むんこのおしらせ」上にて、曽根を主人公としたスピンオフ作品『なぜこの仕事を選びましたか？』が発表された。彼の学生時代や、「あいちてる」より数年後の未来についても語られている。同ブログ上で閲覧可能であるほか、紙媒体化したものはイベントで頒布されたほか、販路限定で一般流通した。紙媒体版の特典として、同作の未来パートと同じ時期と思しき雄二と街子を描いた短編作品『ずっと愛してる』が同梱された。

## 単行本
- むんこ『だって愛してる』 芳文社〈まんがタイムコミックス〉、全3巻
  1. 2006年4月18日第1刷発行（2006年4月3日発売[12]）、ISBN 4-8322-6455-9
らいか・デイズ第3巻と同時発売、巻末にカメラマンアシスタントが主人公の「めいっぱい!ラチチュード」を併録
  2. 2007年11月22日第1刷発行（2007年11月7日発売[12]）、ISBN 978-4-8322-6584-4
  3. 2011年2月22日第1刷発行（2011年2月7日発売[12]）、ISBN 978-4-8322-6933-0
- むんこ『だってあいちてる』 芳文社〈まんがタイムコミックス〉、単巻
2012年10月21日第1刷発行（2012年10月6日発売[13]）、ISBN 978-4-8322-5124-3